# Víctor Meseguer
 Víctor Andrés Meseguer Cavas (Alguazas, Región de Murcia, 9 de junio de 1999), más conocido como  Víctor Meseguer, es un futbolista español que juega de centrocampista en el Real Valladolid C. F. de la Segunda División de España.

## Trayectoria
Natural de Alguazas, llegó a la cantera del Real Murcia C. F. en el verano de 2017 para formar parte del Juvenil A de División de Honor. Tras una temporada en la máxima categoría juvenil, la temporada 2018-19 ascendió al Real Murcia Imperial entrenado por Javi Motos, con quien ya había coincidido en el juvenil.
En la temporada 2018-19 disputó un total de 38 partidos y anotó cinco goles en el Grupo XIII de Tercera División. Esa misma temporada debutó con el primer equipo en un encuentro frente al Recreativo Granada. Durante la temporada 2019-20 se proclamó campeón de la Copa Federación, tras imponerse con el Real Murcia C. F. al C. D. Tudelano, siendo autor de una asistencia en la final.
El 1 de septiembre de 2020 se comprometió con el C. D. Mirandés por tres temporadas tras llegar a un acuerdo con el club murciano para su traspaso, teniendo así la oportunidad de competir en Segunda División. En dos años disputó 76 partidos en esta categoría, y en agosto de 2022 fue vendido al Granada C. F. para jugar allí hasta 2027. Sin embargo, el 16 de agosto de 2023 se marchó en calidad de cedido con opción de compra al Real Valladolid C. F. Con este equipo consiguió un ascenso a Primera División, categoría en la que jugó catorce encuentros antes de ser prestado al Real Racing Club de Santander en enero de 2025.

## Estadísticas

### Clubes
Actualizado al último partido disputado el 8 de junio de 2025.
| Club                                | Div.          | Temporada     | Liga  | Liga  | Copas nacionales | Copas nacionales | Copas internacionales | Copas internacionales | Total | Total |
| Club                                | Div.          | Temporada     | Part. | Goles | Part.            | Goles            | Part.                 | Goles                 | Part. | Goles |
| ----------------------------------- | ------------- | ------------- | ----- | ----- | ---------------- | ---------------- | --------------------- | --------------------- | ----- | ----- |
| Real Murcia Imperial C. F. · España | 3.ª           | 2017-18       | 2     | 0     | ―                | ―                | ―                     | ―                     | 2     | 0     |
| Real Murcia Imperial C. F. · España | 3.ª           | 2018-19       | 38    | 5     | ―                | ―                | ―                     | ―                     | 38    | 5     |
| Real Murcia Imperial C. F. · España | 3.ª           | 2019-20       | 4     | 1     | ―                | ―                | ―                     | ―                     | 4     | 1     |
| Real Murcia Imperial C. F. · España | Total club    | Total club    | 44    | 6     | 0                | 0                | 0                     | 0                     | 44    | 6     |
| Real Murcia C. F. · España          | 2.ª B         | 2018-19       | 1     | 0     | 0                | 0                | ―                     | ―                     | 1     | 0     |
| Real Murcia C. F. · España          | 2.ª B         | 2019-20       | 18    | 2     | 6                | 0                | ―                     | ―                     | 24    | 2     |
| Real Murcia C. F. · España          | Total club    | Total club    | 19    | 2     | 6                | 0                | 0                     | 0                     | 25    | 2     |
| C. D. Mirandés · España             | 2.ª           | 2020-21       | 38    | 3     | 0                | 0                | ―                     | ―                     | 38    | 3     |
| C. D. Mirandés · España             | 2.ª           | 2021-22       | 38    | 3     | 0                | 0                | ―                     | ―                     | 38    | 3     |
| C. D. Mirandés · España             | Total club    | Total club    | 76    | 6     | 0                | 0                | 0                     | 0                     | 76    | 6     |
| Granada C. F. · España              | 2.ª           | 2022-23       | 23    | 1     | 1                | 0                | ―                     | ―                     | 24    | 1     |
| Granada C. F. · España              | Total club    | Total club    | 23    | 1     | 1                | 0                | 0                     | 0                     | 24    | 1     |
| Real Valladolid C. F. · España      | 2.ª           | 2023-24       | 33    | 6     | 2                | 3                | ―                     | ―                     | 35    | 9     |
| Real Valladolid C. F. · España      | 1.ª           | 2024-25       | 14    | 0     | 2                | 1                | ―                     | ―                     | 16    | 1     |
| Real Valladolid C. F. · España      | Total club    | Total club    | 47    | 6     | 4                | 4                | 0                     | 0                     | 51    | 10    |
| Racing de Santander · España        | 2.ª           | 2024-25       | 19    | 0     | ―                | ―                | ―                     | ―                     | 19    | 0     |
| Racing de Santander · España        | Total club    | Total club    | 19    | 0     | 0                | 0                | 0                     | 0                     | 19    | 0     |
| Total carrera                       | Total carrera | Total carrera | 228   | 21    | 11               | 4                | 0                     | 0                     | 239   | 25    |

## Palmarés

### Títulos nacionales
| Título           | Club          | País   | Año  |
| ---------------- | ------------- | ------ | ---- |
| Segunda División | Granada C. F. | España | 2023 |